# Schloss Wallhausen (Helme)

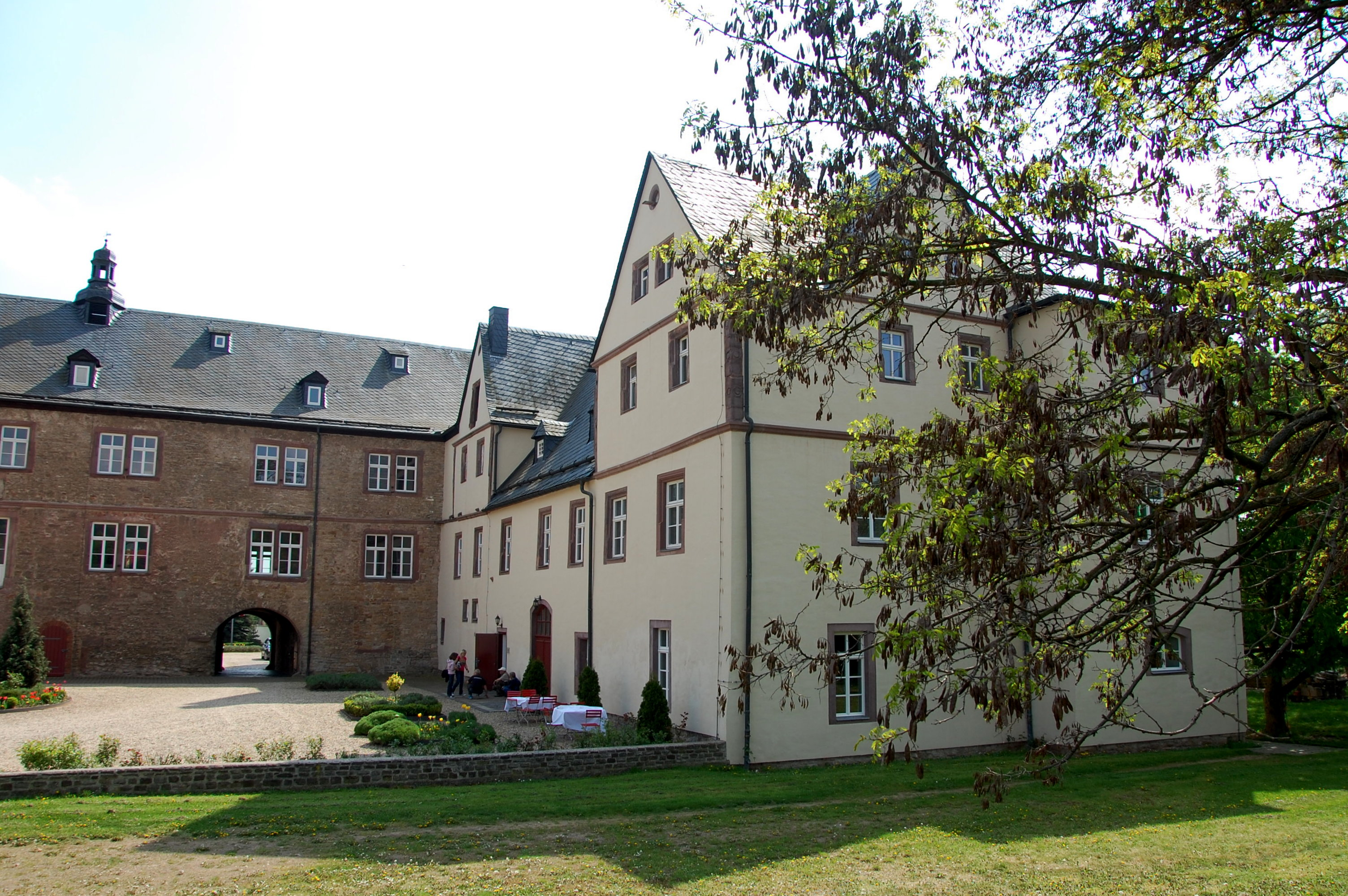
Schloss Wallhausen

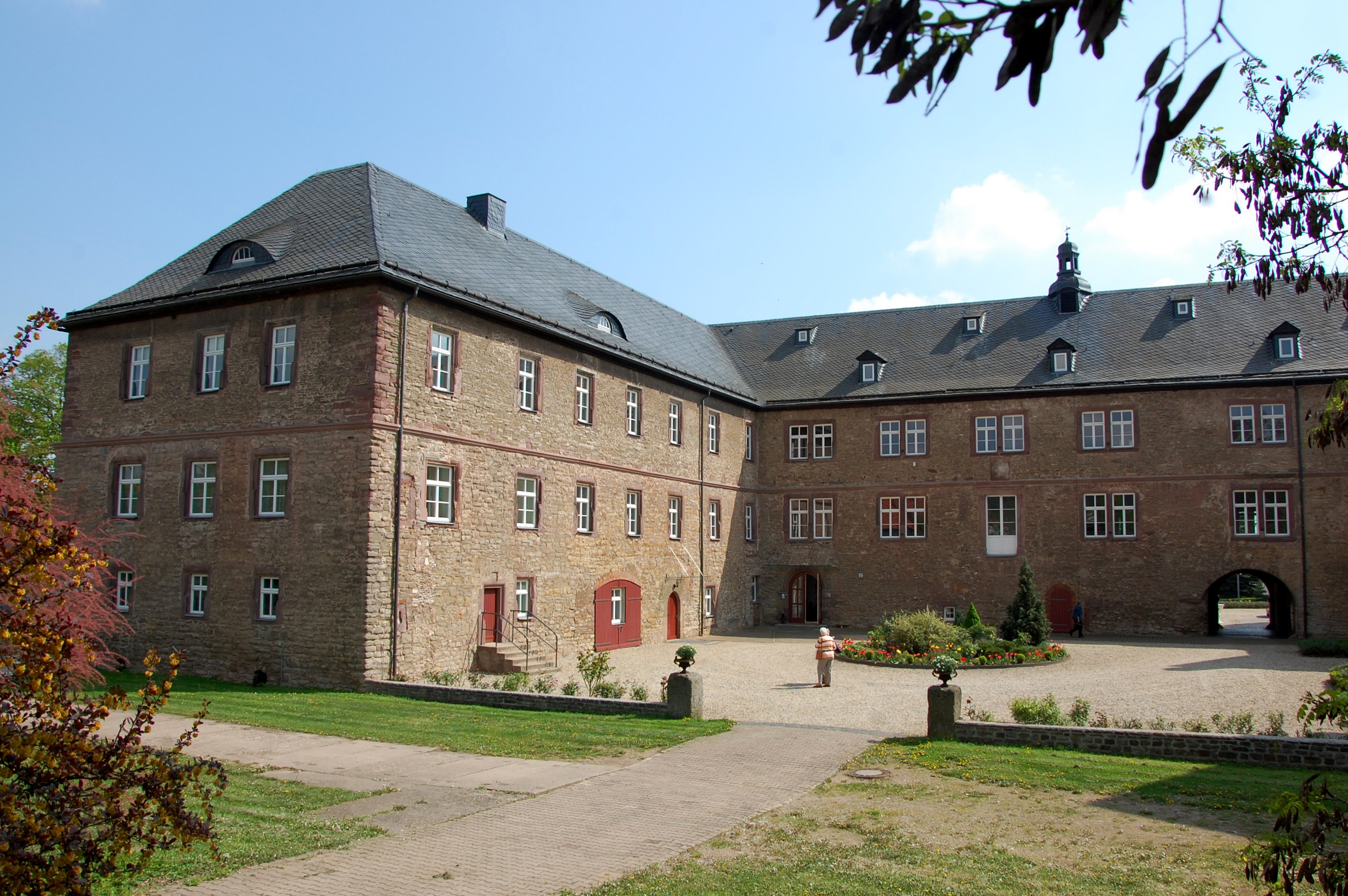
Hof

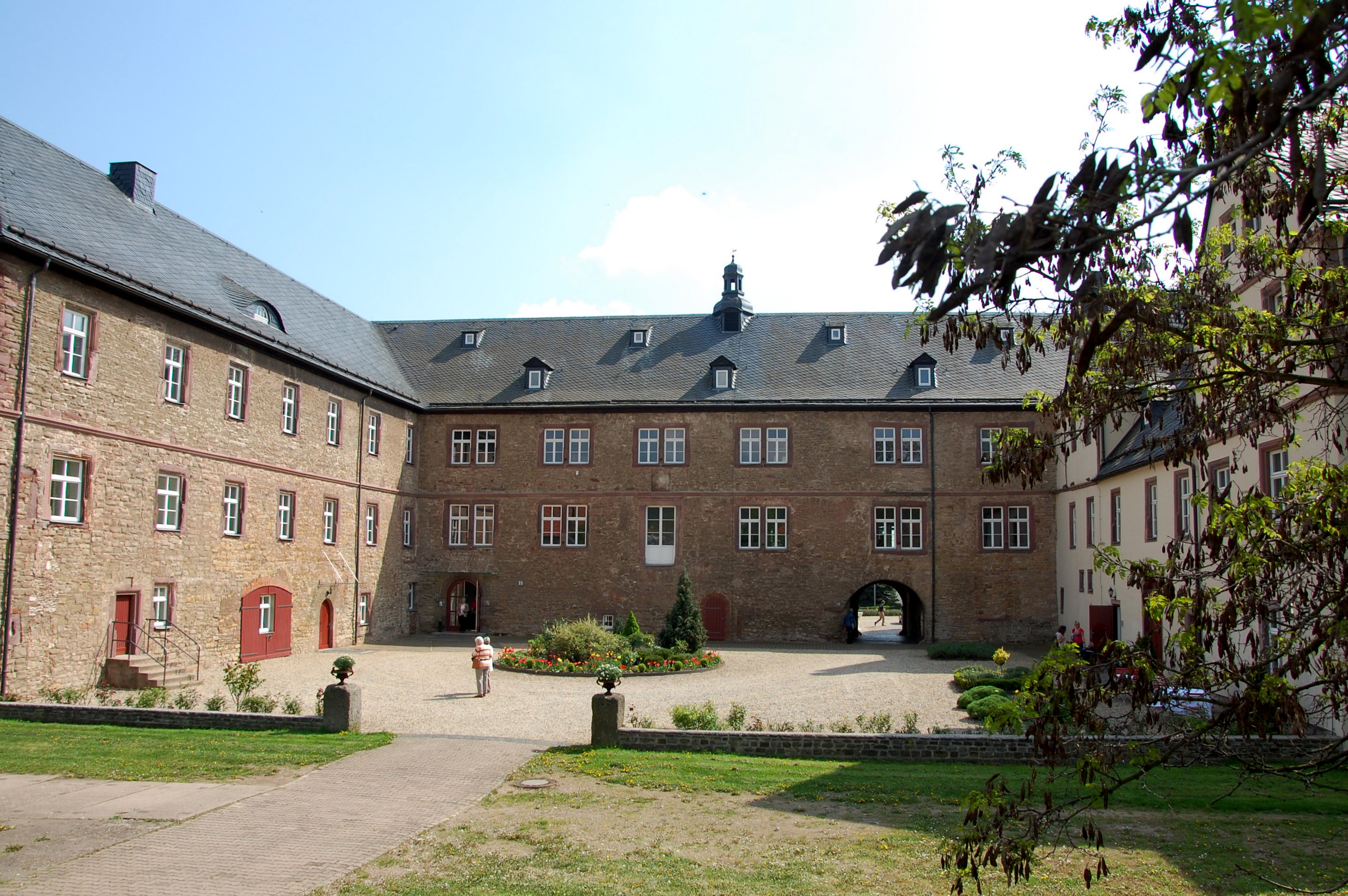

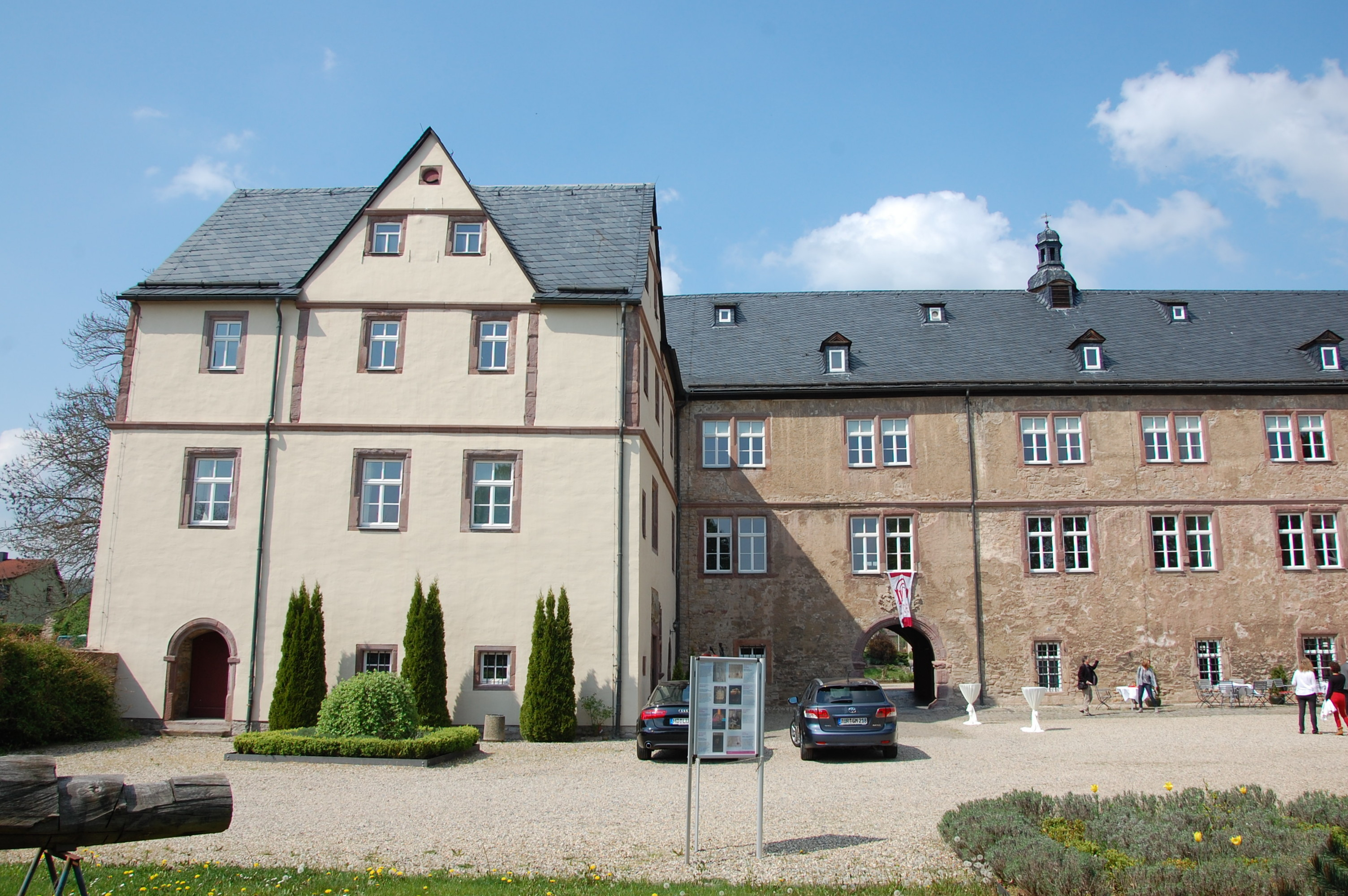

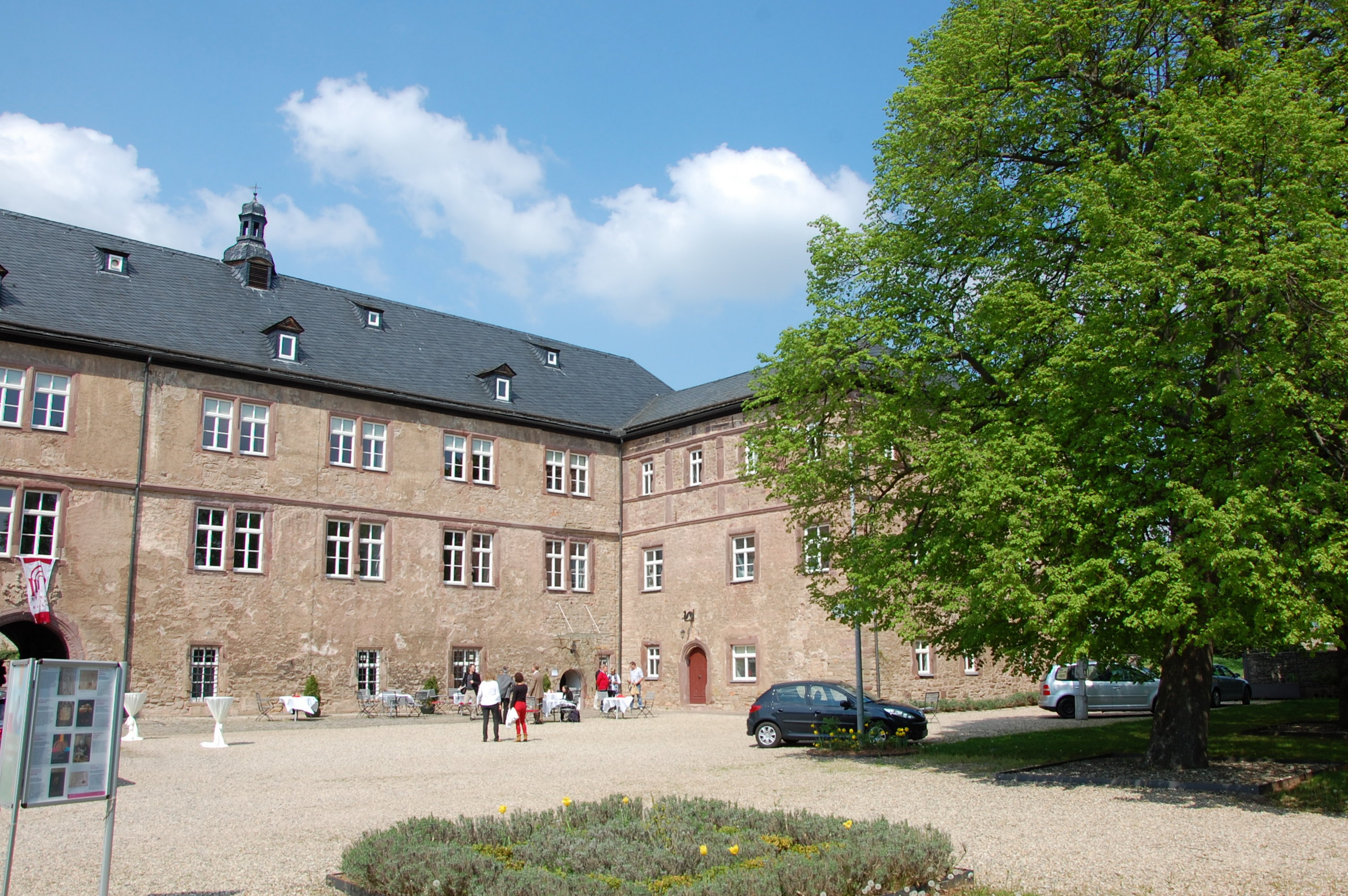

Das Schloss Wallhausen ist ein denkmalgeschütztes Schloss in Wallhausen (Helme) in Sachsen-Anhalt.

## Lage
Es liegt am Südrand des Dorfes Wallhausen an der Adresse Am blauen Tor 1.

## Architektur und Geschichte
Das Schloss befindet sich möglicherweise an der Stelle eines altsächsischen Hofs aus karolingischer Zeit. Im 10. und 11. Jahrhundert befand sich hier eine Pfalz sächsischer Könige und Kaiser. Um 1150 bestand eine Wasserburg mit einer Martinskapelle.
Ab 1414 befand es sich im Besitz der Asseburger. Im heutigen Bau sind jedoch nur noch wenige Reste der mittelalterlichen Architektur erhalten. So befindet sich im Untergeschoss des Westflügels ein großer gewölbter zweischiffiger spätgotischer Raum. Das Gewölbe ruht auf Säulen mit flachen Kapitellen. Etwa 1606 und 1613 entstand dann das heutige Renaissanceschloss. Ludwig von der Asseburg ließ im Jahr 1608 den Westflügel sowie einen Turm und die angrenzenden Wohnräume errichten. Während des Dreißigjährigen Kriegs erlitt das Schloss Schäden. Es folgten bis etwa 1650 mehrere Umbauten.
Die Anlage ist H-förmig angelegt. Der Ost- und Westflügel sind an ihren Enden in Form von Risaliten mit mehreren Fensterachsen vorgezogen. An der Nordwestseite besteht ein mit einer barocken Haube bekrönter Turm. Vor dem zweiten Obergeschoss wird die Mitte der Fassaden durch einen von Konsolen getragenen Erker betont. Diverse aus Sandstein bestehende Gestaltungselemente sind heute stark verwittert, so die Portale und die die Fassaden gliedernden Gesimse und Pilaster.
Das Schloss Wallhausen wurde 1755 in ein Weiber- und Kunkellehen umgewandelt, so dass es nunmehr auch an weibliche Vertreter der Familie fallen konnte. Dies trat ein, als Hermann Werner von der Asseburg im Jahre 1779 starb und sein Anteil am Schloss Wallhausen zu gleichen Teilen an seine drei Töchter bzw. deren Nachkommen, darunter den 1770 geborenen Hermann Werner Freiherr von Bocholtz fiel, der 1803 zum Grafen von Bocholtz-Asseburg erhoben wurde. Seine Nachfahren waren bis 1945 Eigentümer des Schlosses. Nach Ende des Zweiten Weltkriegs wurde die Familie durch die Bodenreform enteignet. Das Schloss war dann zunächst im Besitz des Landes Sachsen-Anhalt. Am 18. September 1950 erfolgte eine Übergabe des als Eigentum des Volkes geführten Schlosses an die Gemeinde Wallhausen. Die Gemeinde nutzte das Schloss als Schule. Der Gewölberaum diente als Turnhalle.
Im Jahr 2005 erwarb die Familie Meier-Föllmi das Schloss und richtete ein Hotel mit Restaurantbetrieb ein.
Im örtlichen Denkmalverzeichnis ist das Schloss unter der Erfassungsnummer 094 05761  als Baudenkmal verzeichnet.